# Klonów (Petite-Pologne)
Pour les articles homonymes, voir Klonów.
Klonów est une localité polonaise de la gmina de Racławice, située dans le powiat de Miechów en voïvodie de Petite-Pologne.